# Ceno
Ceno (en griego antiguo: Koῖνος, romanizado: Koinos), nacido en 367 a. C.-fallecido en 326 a. C.) hijo de Polemócrates y ahijado de Parmenión, originario de Elimia, región del sur de Macedonia. Fue uno de los generales más capaces y fieles de Alejandro Magno en su campaña de Asia. Pertenecía a la aristocracia terrateniente. Parece que ya era un oficial de alto rango cuando Alejandro llegó al poder en el 336 a. C. Durante la campaña de Iliria, que terminó en 335 
a. C., mandó como taxiarca un batallón (taxis) de la falange de Elimia.

## Biografía

### Carrera bajo Alejandro
En el otoño de 334 a. C., después del sitio de Halicarnaso, mientras Alejandro estaba en Caria, y mandó a aquellos soldados recién casados a Macedonia para que pasaran el invierno junto a sus esposas, Ceno fue uno de los comandantes que los condujo de vuelta a Europa, ya que Ceno mismo se había casado con la hija de Parmenio. Durante este permiso, su esposa dio a luz a un hijo llamado Pérdicas. En la primavera del año siguiente (333 a. C.), Ceno volvió con estos soldados y nuevos reclutas, y se unió con Alejandro en Gordio, Frigia. Comandaba una parte del ejército de Alejandro, y sobresalió en varias ocasiones. En todas las grandes batallas del macedonio, Ceno comandaba el batallón de infantería situado más a la derecha en la inmensa falange macedonia. Según la tradición macedonia, cuanto más a la derecha estuviera tu formación, más honorable sería tu posición. Que le nombraran comandante del mejor batallón de infantería de la falange nos indica que era buen estratega, extremadamente inteligente en la guerra y valiente en las batallas. Probablemente era la epítome del buen general que hacía lo que pedía a los demás soldados. Durante las batallas del Gránico, Issos y Gaugamela, comandó, como taxiarca, el batallón más a la derecha de la falange. Esta posición demuestra la confianza de que goza, así como su fiabilidad e inteligencia táctica, porque es por la derecha por donde, en la tradición greco-macedonia, se produce el ataque principal. Fue gravemente herido tras haber combatido encarnizadamente en Gaugamela.
Anteriormente, durante el sitio de Tiro en 332 a. C., comandó su batallón en el asalto a la ciudad, en barco, en compañía de Alejandro y los hipaspistas.
En Sogdiana, durante el invierno de 328 a. C., dirigió un cuerpo junto a Artabazo II con la misión de sofocar la rebelión de Espitamenes, lo que sugiere que, aunque pertenecía a la «vieja guardia» de los macedonios, aceptó el mando conjunto con un persa. En la campaña del Punyab, dirigió el asedio de Bazira (actual Barikot), que fue la primera vez que se detuvo a un persa. En la batalla del Hidaspes, dirigió las tropas que atacaban el flanco del ejército de Poros. A Ceno también se le confiaron importantes misiones logísticas: en Partia durante la persecución de Darío III en 330   y en el Punyab.

### Actitud durante la conspiración de Filotas
Tras la conquista de Drangiana en 330 a. C., Ceno fue uno de los acusadores de Filotas, su cuñado, culpable de conspirar contra Alejandro y ejecutado por ello, al igual que su suegro, Parmenión. Incluso intentó lapidar al prisionero, pero Alejandro se lo impidió.

### Muerte de Ceno
Cuando Alejandro había llegado al río Hífasis, y estaba ansioso por llevar sus conquistas aún más lejos, Ceno fue el primero que tuvo la valentía de proponerle la necesidad de regresar, que renunciara a nuevas conquistas en un largo discurso. Insistió en que los soldados estaban agotados y que querían disfrutar de las riquezas que habían amasado y el rey no tuvo más remedio que seguir su consejo. Pero poco tiempo después, cuando el ejército macedonio había comenzado su regreso, Ceno murió de una enfermedad (326 a. C.), y fue honrado por el rey con unos espléndidos funerales.